# Julie Tavlo Petersson
Julie Tavlo Petersson (* 20. Oktober 1989 in Kopenhagen, Dänemark) ist eine dänische Fußballnationalspielerin.

## Leben
Tavlo Petersson kam 2014 zum dänischen Serienmeister Brøndby IF und gewann mit dem Verein dreimal die Meisterschaft und viermal den Pokal. Für Brøndby bestritt sie auch insgesamt 24 Spiele in der UEFA Women’s Champions League. Bestes Abschneiden war das Erreichen des Halbfinales gleich in ihrer ersten Saison 2014/15, in dem sie allerdings gegen den späteren Titelgewinner 1. FFC Frankfurt mit insgesamt 0:13 Toren ausschieden. Danach reichte es maximal bis ins Achtelfinale. Von Oktober 2020 bis Mai 2021 spielte sie für den spanischen Verein EDF Logroño in der Primera División und kehrte dann nach Brøndby zurück.

## Nationalmannschaft
Tavlo Petersson spielte nie für eine dänische Juniorinnenmannschaft. Ihr Debüt in der dänischen Nationalmannschaft gab sie im Dezember 2012 beim Vier-Nationen-Turnier in Brasilien. 2013 hatte sie einen einzigen Einsatz beim Algarve-Cup, 2014 dort zwei und in einem Qualifikationsspiel zur WM 2015 ihren bisher einzigen Pflichtspieleinsatz. Im Januar 2015 hatte sie zwei Einsätze während eines Trainingslagers in der Türkei gegen Neuseeland, drei beim Algarve-Cup und einen in einem Freundschaftsspiel im April gegen Schweden, wobei sie ihr erstes Länderspieltor erzielte. Nach einem weiteren Einsatz im Januar 2016 im Trainingslager in der Türkei gegen die Niederlande musste sie drei Jahre auf weitere Einsätze warten. Beim Algarve-Cup 2019 wurde sie dann wieder dreimal eingesetzt. Es folgte der bisher letzte Einsatz in einem Freundschaftsspiel im Mai 2019 gegen England.

## Erfolge
- Dänische Meisterin: 2014/2015, 2016/2017, 2018/2019
- Dänische Pokalsiegerin 2013/14, 2014/2015, 2016/2017, 2017/2018